# Reichartshausen
Reichartshausen è un comune tedesco di 2 029 abitanti, situato nel land del Baden-Württemberg.